# Ruská barevná bolonka
Ruská barevná bolonka nazývaná také ruský barevný boloňský psík (rusky: Русская цветная болонка) je ruské psí plemeno.

## Historie

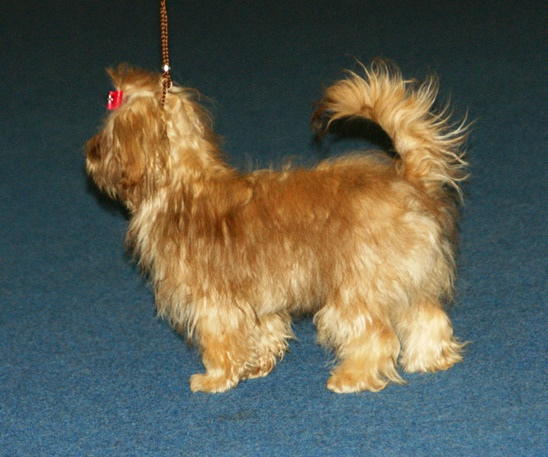

Předci ruské barevné bolonky jsou dlouhosrstí společenští psi lhasa apso, shih-tzu a bišonků. Toto psí plemeno se začalo formovat v 50. letech 20. století v Rusku, především v Leningradu (dnešním Petrohradu) a stála za tím Žanetta Augustovna Česnokovová. Roku 1958 proběhl první zápis do plemenné knihy pod názvem bolonka, dále roku 1966 schválen standard plemene Všesvazovou kynologickou radou. Asi největší rozkvět plemeno zažilo v 90. letech 20. století, kdy se zvyšovaly jejich počty a zakládaly se nové kluby.
První jedinci plemene ruská barevná bolonka s platným průkazem původu se do České republiky dostali v roce 2003. Oficiální používaná zkratka v Česku je BPB a plemeno zde zastřešuje Klub chovatelů bišonků.

## Charakteristika
Мalý pes téměř čtvercového rámce s harmonickou a lehkou stavbou těla. Působí atraktivně díky bohaté srsti různých barev. Délka trupu nesmí převyšovat výšku v kohoutku o víc než o 15%. Hloubka hrudníku přibližně do poloviny kohoutkové výšky. Srst, která pokrývá celé tělo, je dlouhá, sametová, lesklá, s podsadou. Preferuje se celočerná nebo celohnědá, dle standardu jsou ale povoleny všechny barvy krom bílé. Znak na hrudi je povolený.
Tito psi jsou hraví, milí, čilí a vyrovnaní a klidní. Jsou to učenliví a bystří psi, závislí na svém majiteli či rodině. Musí mít častý kontakt s majitelem. Ruská barevná bolonka je vhodná k dětem, ale příliš malé děti ještě nedovedou dobře rozlišit důsledky svého jednání a s psíkem často zacházejí necitlivě. To se samozřejmě může později odrážet na povaze psa. Snese se s jinými psy, ale jen těžko vychází s velkými zvířaty. K cizím se chová přátelsky a mile, není to dobrý hlídač.

## Péče a nároky
Srst ruské barevné bolonky je poměrně náročná a vyžaduje častou péči. Je nutné ji pravidelně, třeba denně, pročesávat, především na břiše a na nohou. Nutností je kontrolovat zvukovod, ve kterém mohou odumřelé a vypadnuté chlupy způsobit zánět. Často je třeba vystřihávat srst mezi polštářky. Není vhodné srst často mýt vodou, ztrácí tak na kvalitě. Jedná se o nelínavé plemeno, jehož srst se stříhá.
Ruská barevná bolonka nevyžaduje pohyb, ale dokáže se přizpůsobit svému chovateli. Není vhodné nechávat psa běhat v prašném prostředí nebo nechávat plavat v hluboké vodě, těžká srst by psa mohla utopit.
Není těžké toto plemeno cvičit a vychovávat, majitel se ale ke psu musí chovat vlídně a zvolit spíše taktiku s odměnami, než s tresty.
Plemeno vhodné pouze pro celoroční pobyt v domě či bytě.
Feny barevných boloňských psíků nemají problémy při krytí, dobře zabřezávají, vrhy jsou početné. Porody spontánní, feny jsou schopné rodit a postarat se o štěňata jen za dohledu chovatele.

## Zdraví
O zdraví tohoto ruského plemene svědčí už jen to, že pro jeho uchovnění nejsou požadovány žádné povinné zdravotní testy. Je to odolný psík, který se dožívá vyššího věku, podobně jako další malá plemena. Ovšem je určitě žádoucí vybrat si chovatele, který ve vlastním zájmu nechává pejsky testovat na některá onemocnění.
Doporučení pro bolonku je test na luxaci pately, což je onemocnění postihující koleno, přesněji čéšku, ke kterém dochází k vykloubení čéšky. Jedná se o genetické onemocnění, které se vyskytuje u malých plemen (podobně jako např. dysplazie kyčelního kloubu u těch velkých). Výsledek vyšetření se udává v číslech (0/0 zdravá kolena) a (3/3 nemocná kolena, u kterých čéšky vyskakují). Vyšetření provádí specializovaný veterinář, který je schválen veterinární komorou.
Jako další nemoc se mohou objevit dědičné oční vady, oko musí vyšetřit veterinární oftalmolog, který má potřebné vybavení.